# Strukturdelikt
Strukturdelikte bezeichnen in der Kriminalistik Delikte, die meist im Bereich des Gewalt- oder Rotlichtmilieus, aber auch in Wirtschaft und Politik angesiedelt sind. 
Kennzeichnend ist dabei besonders die Aufdeckung der Hierarchien und die Ermittlung der Drahtzieher. Es wird also nicht nur die Aufklärung konkreter Straftaten verfolgt, sondern auch die Strukturen der dahinter stehenden Organisation. Strukturdelikte gehören daher im weitesten Sinne zur Organisierten Kriminalität. 
Das Aufklären von Strukturdelikten ist oft begleitet durch das Nutzen von Informanten bzw. Whistleblower und verdeckten Ermittlern.